# Geologia

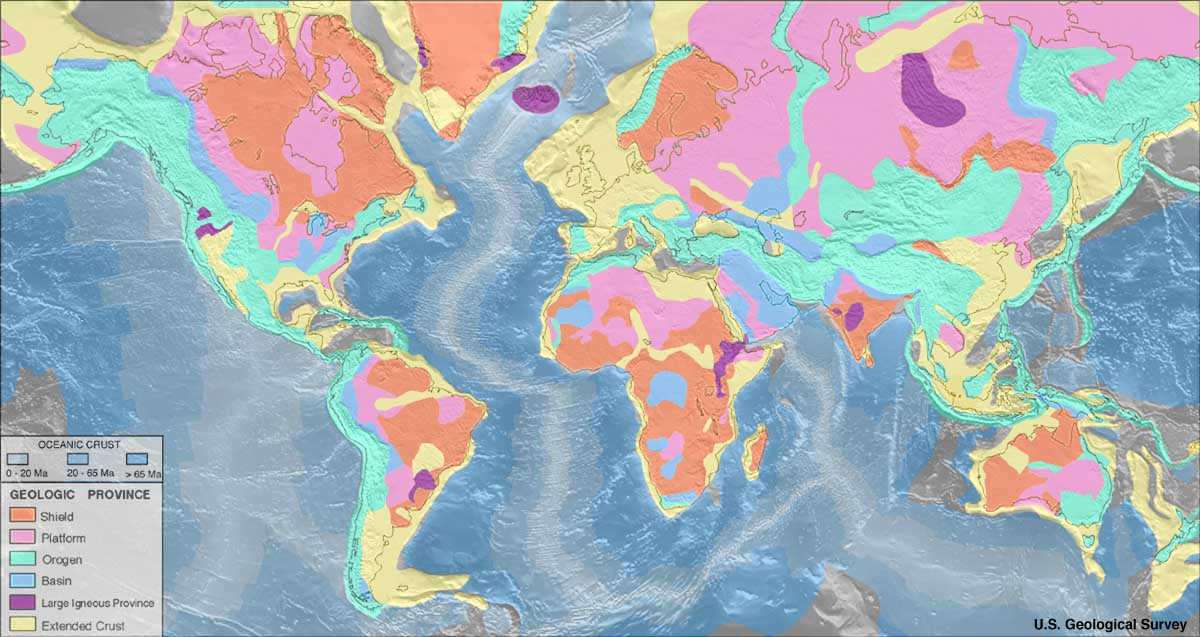
Zones geològiques de la Terra (United States Geological Survey)
Escorça oceànica (segons l'edat)
0-20 Ma
20-65 Ma
>65 Ma
Escorça continental
Escuts o cratons antics
Plataformes (escuts amb cobertura sedimentària)
Cadenes orogèniques
Conques tectosedimentàries
Províncies ígnies
Escorça aprimada (per extensió cortical)

La geologia (del grec γη (geo, 'terra'), i λóγος (logos, 'ciència') és la ciència que estudia la Terra, la seva història i els processos que li han donat forma. El camp d'acció de la geologia inclou l'estudi de la composició, l'estructura, les propietats físiques i dinàmiques, i la història dels materials que formen la Terra, així com els processos que els han formats, els han mogut de lloc o els han transformat.
Els geòlegs han establert que l'edat de la Terra és d'uns 4.600 milions d'anys i han determinat que la litosfera de la Terra, que inclou l'escorça, està fragmentada en plaques tectòniques que es mouen o suren sobre un mantell superior (l'astenosfera). Els geòlegs han pogut localitzar i gestionar els recursos naturals de la Terra, com per exemple el petroli i el carbó, així com els metalls (ferro, coure i urani entre altres).
L'astrogeologia es refereix a l'aplicació dels principis geològics en l'estudi d'altres planetes, tot i que s'hi solen utilitzar altres termes més especialitzats: selenologia (de la Lluna), areologia (de Mart), etc.
El primer a utilitzar el terme geologia fou Richard de Bury el 1473, que l'utilitzava per a diferenciar entre la jurisprudència terrenal i la teològica. Jean André Deluc fou el primer d'utilitzar el terme amb el seu sentit modern, l'any 1779.

## Història

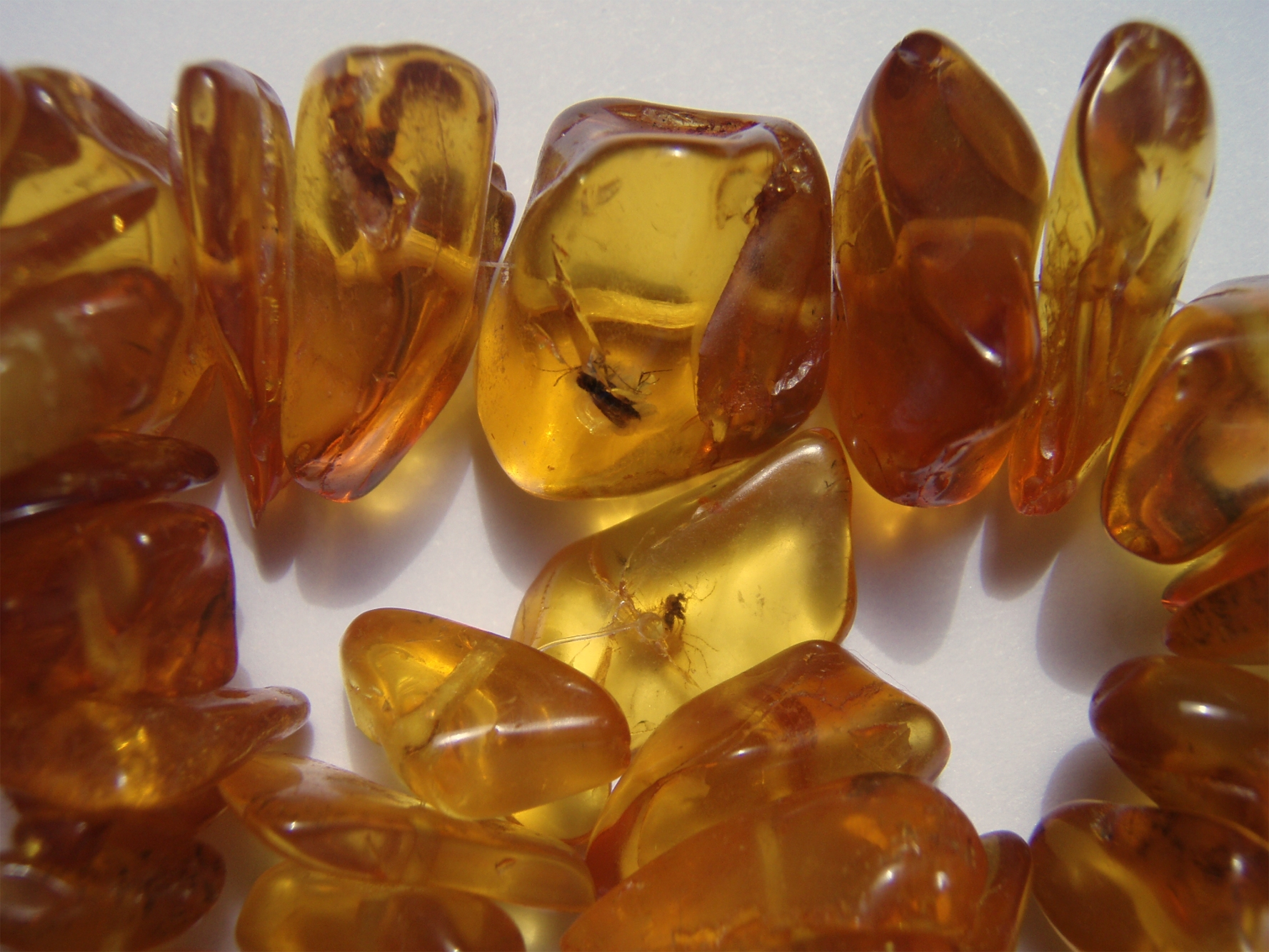
Un mosquit i una mosca atrapats a l'ambre del Bàltic fa uns 40 o 60 milions d'anys

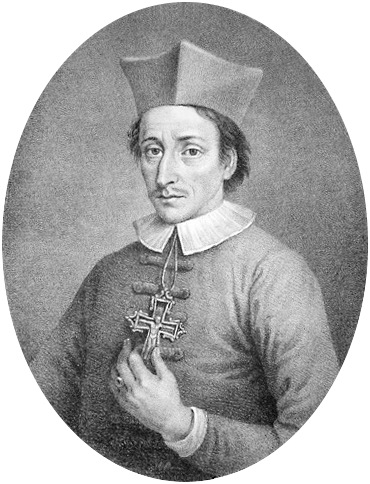
Niels Stensen en un gravat del

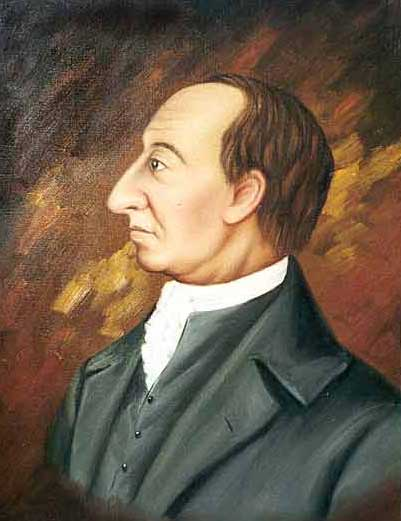
Retrat de l'escocès James Hutton, considerat l'iniciador de la geologia moderna

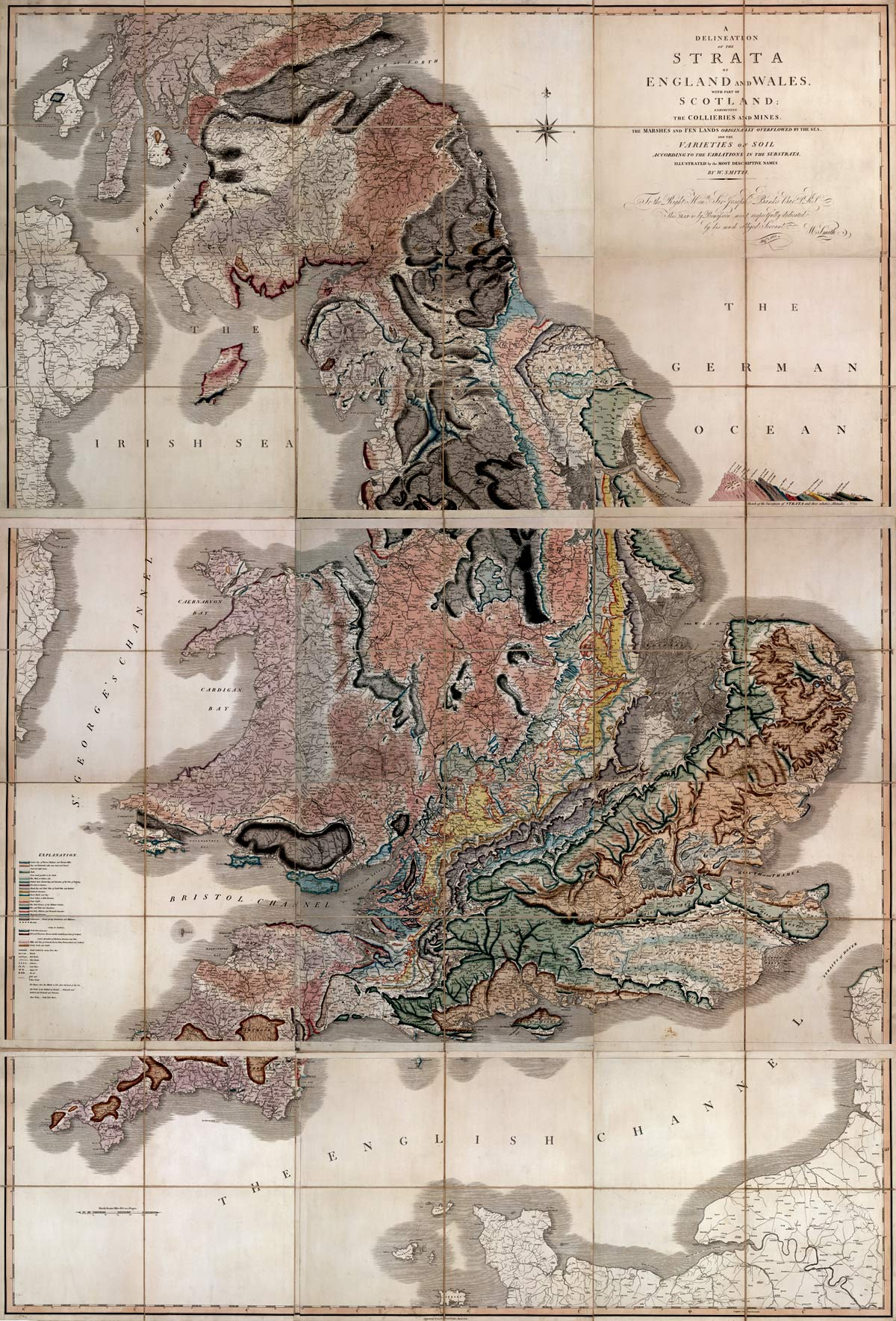
Mapa geològic d'Anglaterra, Gal·les i sud d'Escòcia completat per William Smith el 1815; fou el primer que abastava tanta quantitat de territori i el més acurat de la seva època

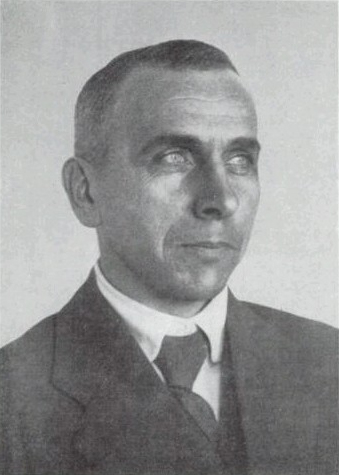
Fotografia i signatura d'Alfred Wegener

El tractat περὶ λίθων (Sobre les pedres) escrit per Teofrast (372 aC – 287 aC), un deixeble d'Aristòtil, se'n mantingué com a obra de referència durant mil·lennis. Fou traduït al llatí i a altres llengües i la seva interpretació dels fòssils era la teoria dominant durant l'antiguitat clàssica i l'alta edat mitjana, fins que es reemplaçà per la teoria de la petrificació dels fluids (succus lapidificatus) d'Avicenna a la baixa edat mitjana. Durant l'Imperi Romà, Plini el Vell (23-79) fa referència al tractat de Teofrast en la seva Història natural (77), en què actualitza i amplia la informació disponible sobre molts més metalls i minerals, llavors molt utilitzats. Teofrast és més sistemàtic i, comparativament, lliure de faules i màgia, mentre que Plini el Vell és més extensiu. Plini és el primer a identificar correctament l'ambre com una resina de pi fossilitzada en observar els insectes atrapats dins d'alguns fragments. També va fer la primera aportació al que després seria la cristal·lografia, en reconèixer l'hàbit cristal·lí octaèdric del diamant.
Alguns estudiosos actuals, com Fielding H. Garrison, opinen que la moderna geologia començà durant l'edat d'or de la civilització arabomusulmana. A Abu Musa Jabir ibn Hayyan (en llatí conegut com a Geber) (721-815), se li atribueix el descobriment de la cristal·lització com a procés de purificació, una important contribució a la cristal·lografia. Al-Biruni (973-1048) escrigué sobre la geologia de l'Índia i va fer la hipòtesi que el subcontinent indi havia estat un mar. Avicenna (981-1037) va fer importants contribucions a la geologia i a les ciències naturals: escrigué una obra enciclopèdica anomenada Al Xifa (الشفاء), habitualment coneguda com a Llibre de la guarició, en què hi ha un assaig sobre mineralogia i meteorologia: es tracta de sis capítols dedicats a la formació de les muntanyes, els avantatges de les muntanyes per a la formació dels núvols, les fonts d'aigua, l'origen dels terratrèmols, la formació dels minerals i la diversitat del relleu terrestre. Al capítol sobre la formació de les muntanyes, Avicenna ja proposa els principis que més tard serien coneguts en l'estratigrafia com la llei de superposició (que suposa que, en un sistema de roques estratificades, els estrats inferiors són més antics que els superiors). El mètode científic utilitzat per Avicenna basat en l'observació també fou original en les ciències de la Terra i continua sent una part essencial de la moderna investigació geològica. La seva teoria sobre la petrificació dels fluids (succus lapidificatus) fou represa per Albert de Saxònia (~1320 - 1390) al segle xiv i seria l'explicació dominant dels fòssils fins al segle xvi.
A la Xina, el naturalista Shen Kuo (1031-1095) va ser un dels primers a formular una teoria de la geomorfologia basant-se en les seves observacions de les elevacions de roques sedimentàries, l'erosió del sòl, la deposició de llims i els fòssils marins que trobà a les muntanyes Taihang Shan, situades a centenars de quilòmetres de l'oceà Pacífic. Segons la seva hipòtesi, la terra s'hauria format per erosió de les muntanyes i per deposició dels sediments. També formulà una teoria sobre el canvi climàtic gradual després de les seves observacions d'antics bambús petrificats que va trobar en un estrat subterrani a prop de l'actual Yan'an, a la província de Shaanxi, que tenia un clima sec.
Georgius Agricola (1494-1555), un metge i científic alemany, va escriure De re metallica amb un apèndix titulat Buch von den Lebewesen unter Tage ('Llibre de les criatures de sota la terra'). L'obra, que es publicà pòstuma (1556), és una descripció exhaustiva en sis volums amb gran quantitat d'il·lustracions dels coneixements de l'època sobre les tècniques mineres, l'obtenció de metalls i el seu treball.
El metge danès Niels Stensen (1638-1686), també conegut amb el nom llatinitzat de Nicolaus Steno, es traslladà a viure a Itàlia el 1665, on, en dissecar un tauró de grans dimensions, va parar compte a la semblança entre les seves dents i alguns fòssils trobats a les roques i va concloure que els llocs on havien viscut aquells taurons ara era terra ferma. Però Stensen és especialment conegut per la llei de la superposició: el 1669 va concloure que les capes de roques o estrats es disposaven segons una seqüència temporal, amb els més recents a la part superior i els més vells a sota, tret que algun procés geològic hagués alterat aquesta disposició seqüencial. Però Stensen, igual que molts altres científics de la seva època, encara era sota el pes de les supersticions religioses i per explicar que alguns estrats inferiors dels Apenins no contenien fòssils mentre que sí que hi eren als superiors, va pensar que els inferiors es van formar abans del diluvi universal bíblic, mentre que els superiors s'haurien format després.
El naturalista francès Jean Étienne Guettard (1715-1786) s'interessà per la mineralogia i l'estudi de les roques; el 1746 publicar Mémoire et carte minéralogique sur la nature et la situation des terrains qui traversent France et l'Angleterre i el 1780 el seu Atlas et description miinéralogiques de la France, i és un dels primers a crear mapes geològics i a identificar la calor com una de les causes de la modificació del relleu. Fou el primer a identificar la naturalesa volcànica de l'Alvèrnia al massís Central francès. Nicolas Desmarest (1725-1815) estudià la zona de l'Alvèrnia durant la dècada del 1760 i va trobar-hi grans dipòsits de basalt i evidències de la presència de corrents de lava; el 1774 publica un assaig a partir de les seves observacions acompanyat d'un mapa geològic.
El mot geologia aplicat a l'estudi de la Terra el va popularitzar a finals del segle xviii el naturalista suís Horace Bénédict de Saussure (1740-1799) i Jean André Deluc (1727-1817), també suís, que va fabricar instruments per mesurar les muntanyes.
El científic alemany Abraham Gottlob Werner (1749-1817) proposà a finals del segle xviii la teoria del neptunisme, que intentava explicar la història de la Terra d'acord amb la Bíblia i seguint l'ordre establert pel Gènesi, en un context històric en què les descobertes de fòssils feien desenvolupar idees divergents de la doctrina bíblica. Segons Werner, la Terra era originàriament una massa d'aigua amb materials en suspensió sotmesos a un procés de sedimentació per formar el nucli del planeta i els continents com una sèrie de capes: les més antigues i dures eren el granit mentre que les posteriors anirien presentant un nombre més gran de fòssils. El diluvi universal hauria repetit el procés, incrementat el nombre de capes. Aquesta teoria obsoleta fou coneguda com a neptunisme.
James Hutton (1726-1797) presentà una ponència a la Royal Society of Edinburgh el 1785 titulada Theory of the Earth ('Teoria de la Terra'), en què explicava la seva teoria, segons la qual la Terra havia de ser molt més vella del que s'havia suposat per tal de permetre un temps suficient a fi que els materials procedents de l'erosió de les muntanyes, els sediments dipositats al fons marí, poguessin esdevenir noves roques i aixecar-se per formar noves terres emergides. En aquesta teoria, l'activitat volcànica tenia un paper fonamental com a font originària de gran part de les roques de la superfície terrestre. Hutton publicà una versió ampliada de les seves idees en dos volums el 1795. Hutton, que és considerat el fundador de la geologia moderna, va liderar amb la seva teoria (coneguda com a plutonisme a causa de la importància que donava al vulcanisme, un corrent oposat a la teoria de Werner, el neptunisme.
William Smith (1769-1839) va fer alguns dels primers mapes geològics abastant grans territoris; en aquest sentit, el seu mapa geològic d'Anglaterra, Gal·les i sud d'Escòcia (Geological Atlas of England and Wales) publicat el 1815 fou pioner en la seva època. Smith també començà a ordenar els estrats a partir de l'anàlisi dels fòssils que contenien, de tal manera que els estrats sedimentaris situats en diferents punts amb una mateixa composició de fòssils devien correspondre a una mateixa època de sedimentació; això permetia relacionar dos estrats separats a distàncies considerables.
El 1811, Georges Cuvier (1769-1832) i Alexandre Brongniart (1770-1847) van publicar una monografia sobre la geologia de la regió de París (Essais sur la géographie minéralogique des environs de Paris, avec une carte géognostique et des coupes de terrain), en què descrivien la utilització de la presència de fòssils característics per establir una correlació entre estrats sedimentaris; van utilitzar la mateixa idea que William Smith de manera independent.
Charles Lyell (1797 – 1875) publica la seva obra Principles of Geology el 1830. Aquest llibre, que va influenciar el pensament de Charles Darwin, promovia les idees de l'actualisme o uniformisme aplicades a la història de la Terra: els processos naturals que actuaren en el passat són els mateixos que actuen en el present. En contrast amb el catastrofisme, que postulava que les característiques de la Terra s'havien format a causa d'esdeveniments catastròfics i després d'aquests romania inalterada.
La geologia de gran part del segle xix girà al voltant de la qüestió de l'edat de la Terra. Les estimacions anaven des d'uns 100.000 anys fins a milers de milions d'anys. Al segle xx, l'avenç més gran va ser la teoria de la tectònica de plaques, que es desenvolupà als anys 60 i que va revolucionar les ciències de la Terra; aquesta teoria havia estat precedida per la teoria de la deriva dels continents formulada per Alfred Wegener el 1912 i la de l'expansió del fons oceànic, formulada per primer cop per Harry Hammond Hess el 1960.

## Escala geològica del temps
L'escala del temps geològic abasta la història de la Terra. En un extrem de l'escala, hi ha l'aparició dels primers materials del sistema solar, fa uns 4.567Ma, i la formació de la Terra fa uns 4.540Ma, al començament de l'eó Hadeà. A l'altre extrem de l'escala, trobem el període actual, conegut com a Holocè.
Fites importants
- 4.567Ma: formació del sistema solar[27]
- 4.540Ma: acreció de la Terra[28][29]
- 4.000Ma: final del darrer bombardeig pesant, aparició de la vida
- 3.500Ma: inici de la fotosíntesi anoxigènica
- 2.300Ma: atmosfera terrestre amb oxigen; primera Terra bola de neu
- 730-635Ma: segona Terra bola de neu
- 542 ± 0,3Ma: explosió cambriana, la multiplicació sobtada del nombre d'organismes macroscòpics complexos; gran abundància de registres fòssils; inici del Paleozoic
- 380Ma: primers vertebrats terrestres
- 250Ma: extinció permiana; es produeix la mort del 90% dels animals terrestres. Final del Paleozoic i inici del Mesozoic
- 65Ma: extinció del Cretaci-Paleogen; es produeix la mort dels dinosaures no aviaris; final del Mesozoic i inici del Cenozoic
- 7Ma fins al present: aparició dels homínids
  - 7Ma: aparició del primer homínid
  - 3,9Ma: aparició del primer australopitec, avantpassat directe dels humans moderns
  - 200.000 anys: apareix el primer humà modern (Homo sapiens) a l'Àfrica Oriental

## Branques de la geologia
Al voltant de la geologia s'han desenvolupat una sèrie de branques, un compendi de diferents ciències o disciplines autònomes sobre diversos aspectes de l'estudi global del nostre planeta, i per extensió, de l'estudi de la resta dels cossos i matèria del sistema solar, com és el cas de l'astrogeologia o geologia planetària.

### Cristal·lografia
La cristal·lografia és la ciència geològica que es dedica a l'estudi científic d'estructures cristal·lines. Els mètodes cristal·logràfics recolzen fortament en l'anàlisi dels patrons de difracció que sorgeixen d'una mostra cristal·lina en irradiar-la amb un feix de raigs X, neutrons o electrons. L'estructura cristal·lina també pot ser estudiada per mitjà de microscòpia electrònica.

### Espeleologia
L'espeleologia, considerada actualment més aviat un esport, no deixa de tenir els seus orígens en una ciència que estudia la morfologia de les cavitats naturals del subsol. S'hi investiguen, es topografien i es cataloguen tota mena de descobriments subterranis. No obstant això, podria considerar-se un tractat metodològic de suport a la geomorfologia i la hidrogeologia (geodinàmica externa).

### Estratigrafia

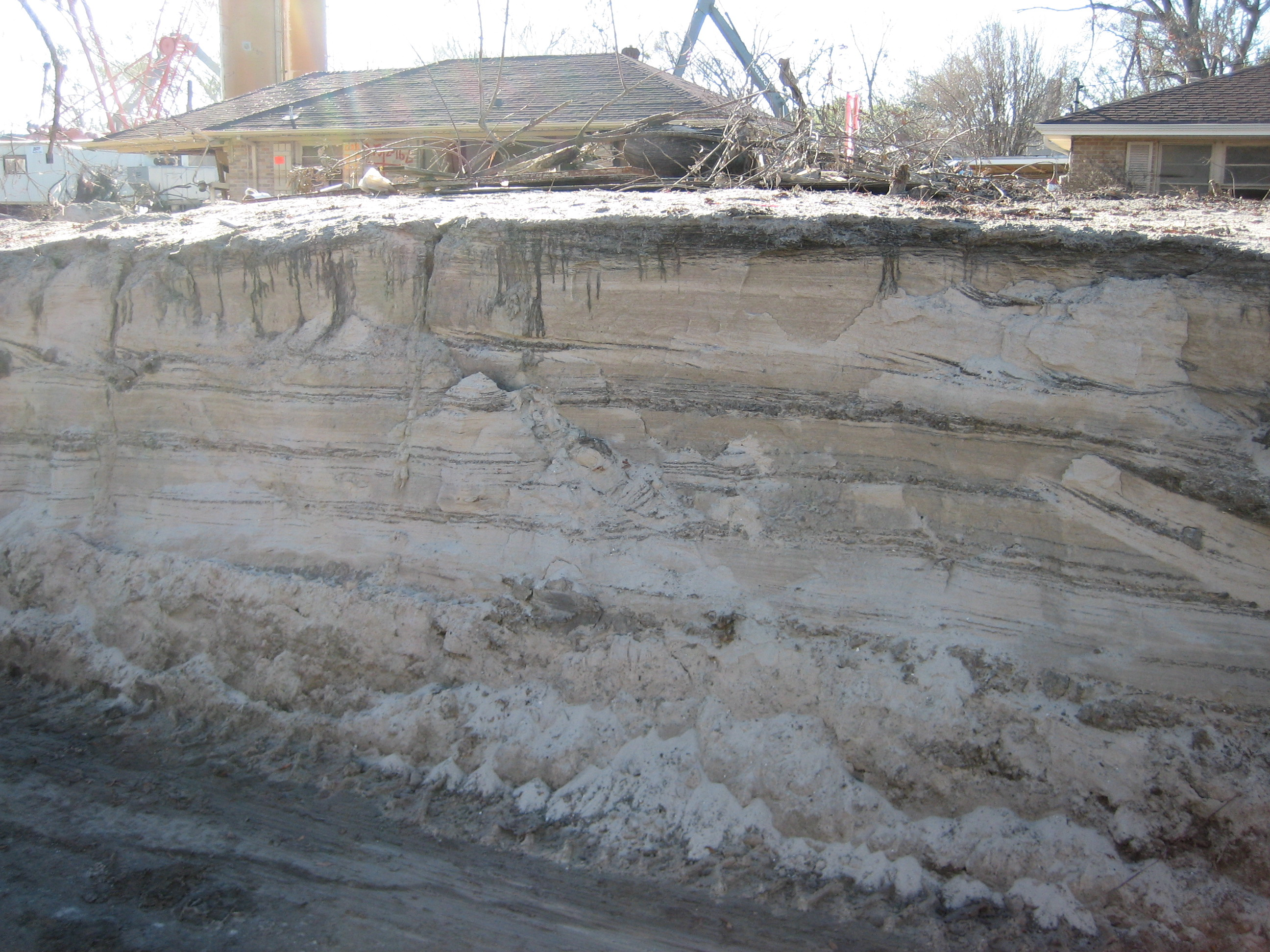
Estrats de llim

L'estratigrafia és la branca de la geologia que tracta l'estudi i interpretació de les roques sedimentàries estratificades, i de la identificació, descripció i seqüenciació, tant vertical com horitzontal. S'estableix la cartografia i la correlació de les unitats estratificades de roques.

### Geologia del petroli
Dins la geologia del petroli, es combinen diversos mètodes o tècniques exploratòries per seleccionar les millors oportunitats per trobar jaciments d'hidrocarburs, de petroli i gas natural.

### Geologia econòmica
La geologia econòmica s'encarrega de l'estudi de les roques per tal de trobar dipòsits minerals que puguin ser explotats per l'ésser humà amb un benefici pràctic o econòmic. L'explotació d'aquests recursos és coneguda com a mineria.

### Geologia estructural
La geologia estructural és la branca de la geologia que es dedica a estudiar l'escorça terrestre, les seves estructures i la seva relació amb les roques que les contenen. Estudia la geometria de les formacions rocoses i la posició en què apareixen en superfície. Interpreta i entén el comportament de l'escorça terrestre davant els esforços tectònics i la seva relació espacial, determinant la deformació que es produeix, i la geometria que hi ha sota la superfície d'aquestes estructures.

### Gemmologia
La gemmologia és la ciència, art i professió d'identificar i avaluar les gemmes.

### Geologia històrica
La geologia històrica és la branca de la geologia que estudia les transformacions que ha sofert la Terra des de la seva formació, fa uns 4.500Ma, fins al present. Per establir un marc temporal absolut, els geòlegs han desenvolupat una cronologia a escala planetària dividida en eons, eres, períodes, èpoques i edats. Aquesta escala es basa en els grans esdeveniments biològics i geològics.

### Geologia planetària

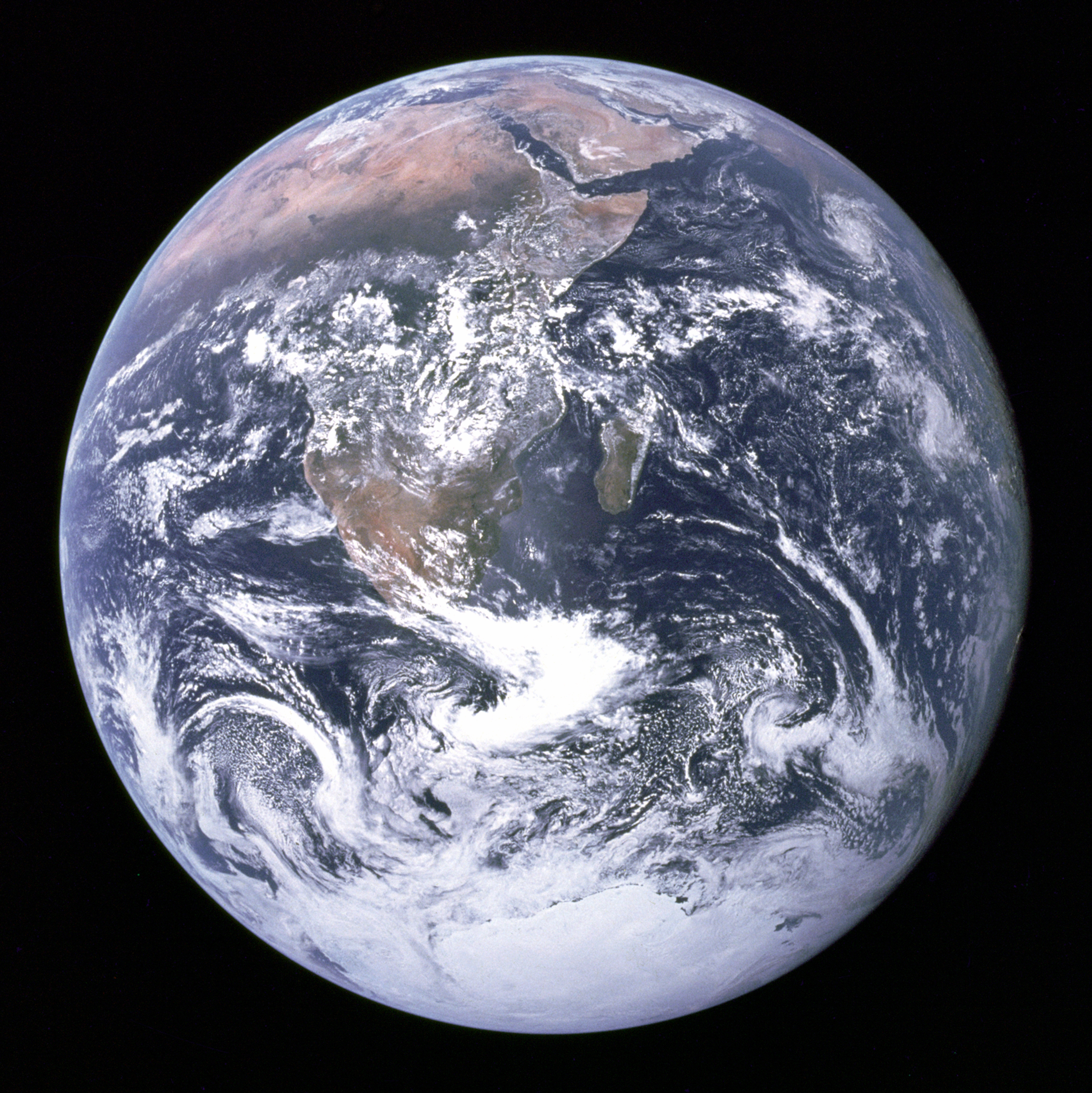
Imatge de la Terra des de l'Apol·lo 17

L'astrogeologia, també anomenada geologia planetària o exogeologia, és una disciplina científica que tracta de la geologia dels cossos celestes, és a dir, dels planetes i els seus satèl·lits, els asteroides, els cometes i els meteorits.

### Geomorfologia
La geomorfologia té per objecte la descripció i l'explicació del relleu terrestre, continental i marí, com a resultat de la interferència dels agents atmosfèrics sobre la superfície terrestre. Es pot subdividir, al seu torn, en tres vessants: 
- La geomorfologia estructural, que tracta de la caracterització i gènesi de les "formes del relleu", com a unitats d'estudi.
- La geomorfologia dinàmica, que estudia la caracterització i explicació dels processos d'erosió i meteorització pels principals agents (vent i aigua).
- La geomorfologia climàtica, que s'encarrega d'estudiar la influència del clima sobre la morfogènesi i els dominis morfoclimàtics.

### Geoquímica
La geoquímica és la branca de la geologia que estudia la composició i el comportament químic de la Terra, i en determina l'abundància absoluta i relativa dels elements químics, distribució i migració dels elements entre les diferents parts que conformen la Terra (hidrosfera, atmosfera, biosfera i litosfera), utilitzant com a principals mostres minerals i roques components de l'escorça terrestre, intentant determinar les lleis o principis en les quals es basa aquesta distribució i migració.
El 1923, el químic V. W. Goldschmidth classificà els elements químics en funció de la seva història geològica de la manera següent: "atmòsfils" que formen l'atmosfera, com són els gasos; "calcòfils", com són les sorres i vidres (silicats i carbonats); "litòfils" senzills com els sulfurs, i "sideròfils", que són metalls que es conserven purs.

### Geofísica
La geofísica estudia la Terra des del punt de vista de la física i el seu objecte d'estudi està format per tots els fenòmens relacionats amb l'estructura, condicions físiques i història evolutiva de la Terra. Com que és una disciplina experimental, utilitza per al seu estudi mètodes quantitatius físics com la física de reflexió i refracció, i una sèrie de mètodes basats en la mesura de la gravetat, de camps electromagnètics, magnètics o elèctrics i de fenòmens radioactius. En alguns casos, aquests mètodes aprofiten camps o fenòmens naturals (gravetat, magnetisme terrestre, marees, terratrèmols, tsunamis, etc.) i en altres són induïts per l'ésser humà (camps elèctrics i fenòmens sísmics).

### Hidrogeologia
La hidrogeologia és una branca de les ciències geològiques que estudia les aigües subterrànies pel que fa a origen, circulació, condicionaments geològics, interacció amb els sòls, roques i zones humides (freatogènics); estat (líquid, sòlid i gasós) i propietats (físiques, químiques, bacteriològiques i radioactives) i captació.

### Mineralogia
La mineralogia és la branca de la geologia que estudia les propietats físiques i químiques dels minerals que es troben al planeta en els seus diferents estats d'agregació.
Per mineral, s'entén una matèria d'origen inorgànic, que presenta una composició química definida, generalment, per una estructura cristal·logràfica (minerals vidres, en cas contrari són anomenats minerals amorfs). Sol presentar-se en estat sòlid i cristal·lí a la temperatura mitjana de la Terra, encara que en alguns casos, com l'aigua i el mercuri, es presenten en estat líquid.

### Paleontologia
La paleontologia és la ciència que estudia i interpreta el passat de la vida sobre la Terra mitjançant els fòssils. Part dels seus fonaments i mètodes són compartits amb la biologia. Se subdivideix en paleobiologia, tafonomia i biocronologia, i aporta informació necessària a altres disciplines estudi de l'evolució dels éssers vius: bioestratigrafia, paleogeografia o paleoclimatologia, entre d'altres.

### Petrologia
La petrologia és una ciència geològica que consisteix en l'estudi de les propietats físiques, químiques, minerològiques, espacials i cronològiques de les associacions rocoses i dels processos responsables de la seva formació. La petrografia, una disciplina relacionada, tracta de la descripció i les característiques de les roques cristal·lines determinades per examen microscòpic amb llum polaritzada.

### Sedimentologia
La sedimentologia és la branca de la geologia que s'encarrega d'estudiar els processos de formació, transport i dipòsit de materials que s'acumulen com a sediments en ambients continentals i marins, i que normalment formen roques sedimentàries. Tracta d'interpretar i reconstruir els ambients sedimentaris del passat. Es troba estretament lligada a l'estratigrafia, si bé el seu propòsit és el d'interpretar els processos i ambients de formació de les roques sedimentàries i no el de descriure'ls, com en el cas d'aquella.

### Sismologia
La sismologia és la branca de la geologia que s'encarrega de l'estudi de terratrèmols i la propagació de les ones elàstiques (sísmiques) que aquests generen, per l'interior i la superfície de la Terra. Un fenomen que també és d'interès és el procés de ruptura de roques, ja que aquest és el causant de l'alliberament d'ones sísmiques. La sismologia també inclou l'estudi dels tsunamis i les marejades associades i els moviments sísmics previs a erupcions volcàniques.

### Vulcanologia
La vulcanologia és l'estudi dels volcans, la lava, el magma i altres fenòmens geològics relacionats. El terme vulcanologia ve de la paraula llatina Vulcānus, Vulcà, el déu romà del foc. Un vulcanòleg és un estudiós d'aquest camp. Els vulcanòlegs visiten sovint els volcans, en especial els que estan actius, per observar les erupcions volcàniques, recollir restes volcàniques com el tephra (cendra o pedra tosca), roques i mostres de lava. Una via d'investigació majoritària n'és la predicció de les erupcions; actualment, no hi ha manera de realitzar aquestes prediccions, però preveure els volcans, igual que preveure els terratrèmols, pot arribar a salvar moltes vides.